# Wulperhorst
Wulperhorst is een buitenplaats gelegen tussen Zeist en Bunnik.

## Het huis
Wulperhorst was een leen van Kasteel Hardenbroek. In 1735 kwam Wulperhorst in bezit van Gerlach Frederik van der Capellen, heer van Mijdrecht. Zijn weduwe verkocht het in 1762 aan Willem Nicolaas Pesters (1717-1794). Deze liet de tuin- en parkaanleg rond het landhuis uitbreiden. Er werd bijvoorbeeld een grand canal aangelegd naar de Kromme Rijn; een deel hiervan bestaat nog. In 1829 werd het landgoed Wulperhorst samen met de ridderhofstad Blikkenburg en de boerderijen Stoetwegen, Zomerdijk en De Rumst verkocht aan Jan Elias Huydecoper, heer van Zeist.
In 1858 werd begonnen met de bouw van het huidige huis, ontworpen door de architect S.A. van Lunteren, die ook de tuin herinrichtte. De eerste steen werd gelegd door de 8-jarige Jan Elias Huydecoper, zoontje van Jan Louis Rijnier Anthony Huydecoper. Het neoclassicistische huis ligt in 5 hectare natuurgebied. Het maakt deel uit van de Stichtse Lustwarande.

## Bewoningsgeschiedenis
Na het overlijden van Hendrik Maximiliaan Huydecoper (1857-1950), werd het huis verkocht aan Defensie en werd het betrokken door de staf van het Commando Tactische Luchtstrijdkrachten (CTL, zie Koninklijke Luchtmacht). Daarna werd het een asielzoekerscentrum.
In 1980 werd het landgoed gekocht door Het Utrechts Landschap en in 2001 nam pianist Wibi Soerjadi het huis over met het plan er een pianoacademie op te richten. Het huis was geheel vervallen, dus Soerjadi moest alles laten restaureren.
In 2018 verkocht Soerjadi het pand aan een vastgoedonderneming die van plan is een zorginstelling te vestigen in Wulperhorst.

## Concerten
Ter gelegenheid van het 150-jarig bestaan van Wulperhorst werden in najaar 2008 jubileumconcerten gegeven.

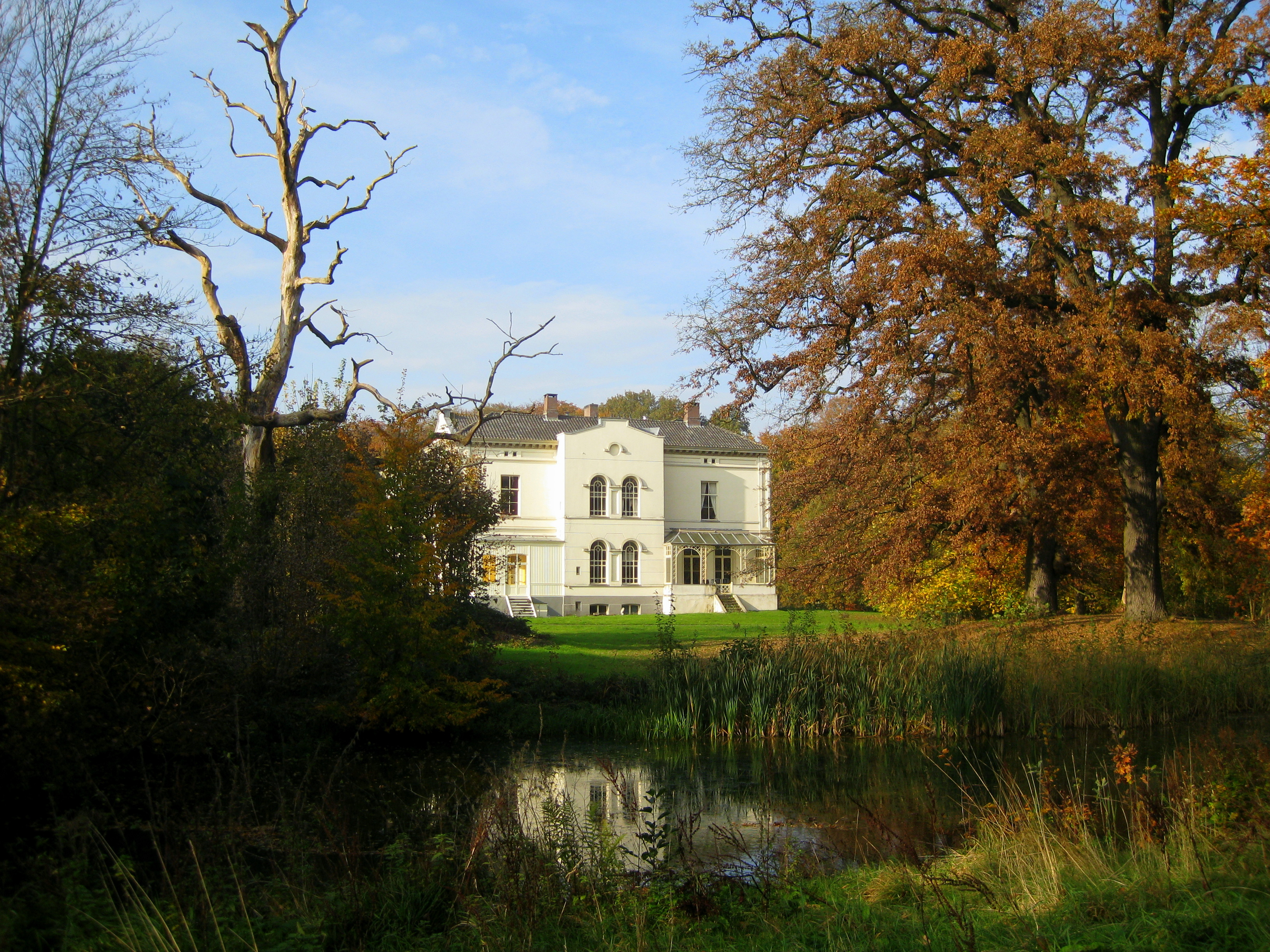
Oostzijde
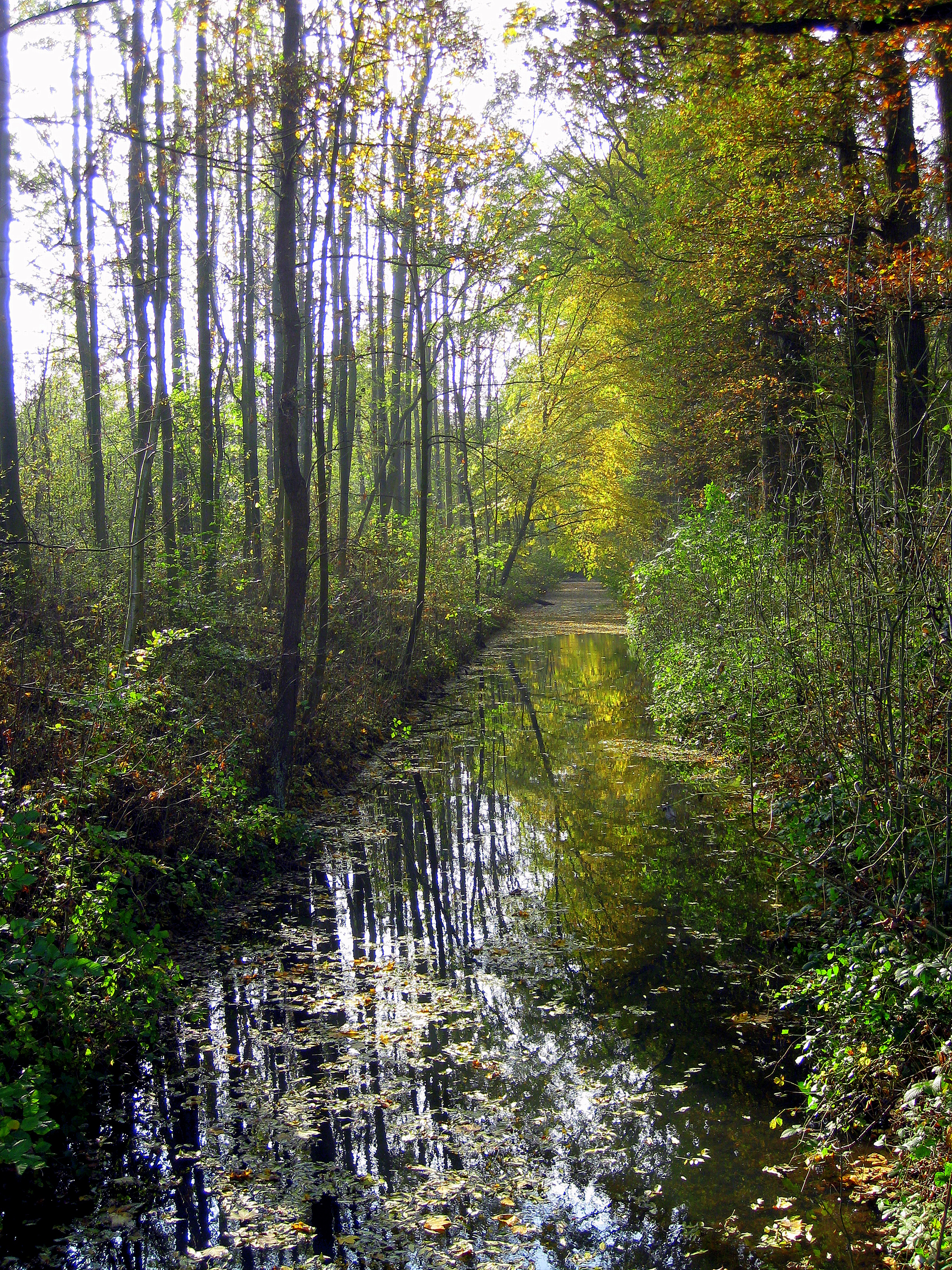
Grand Canal
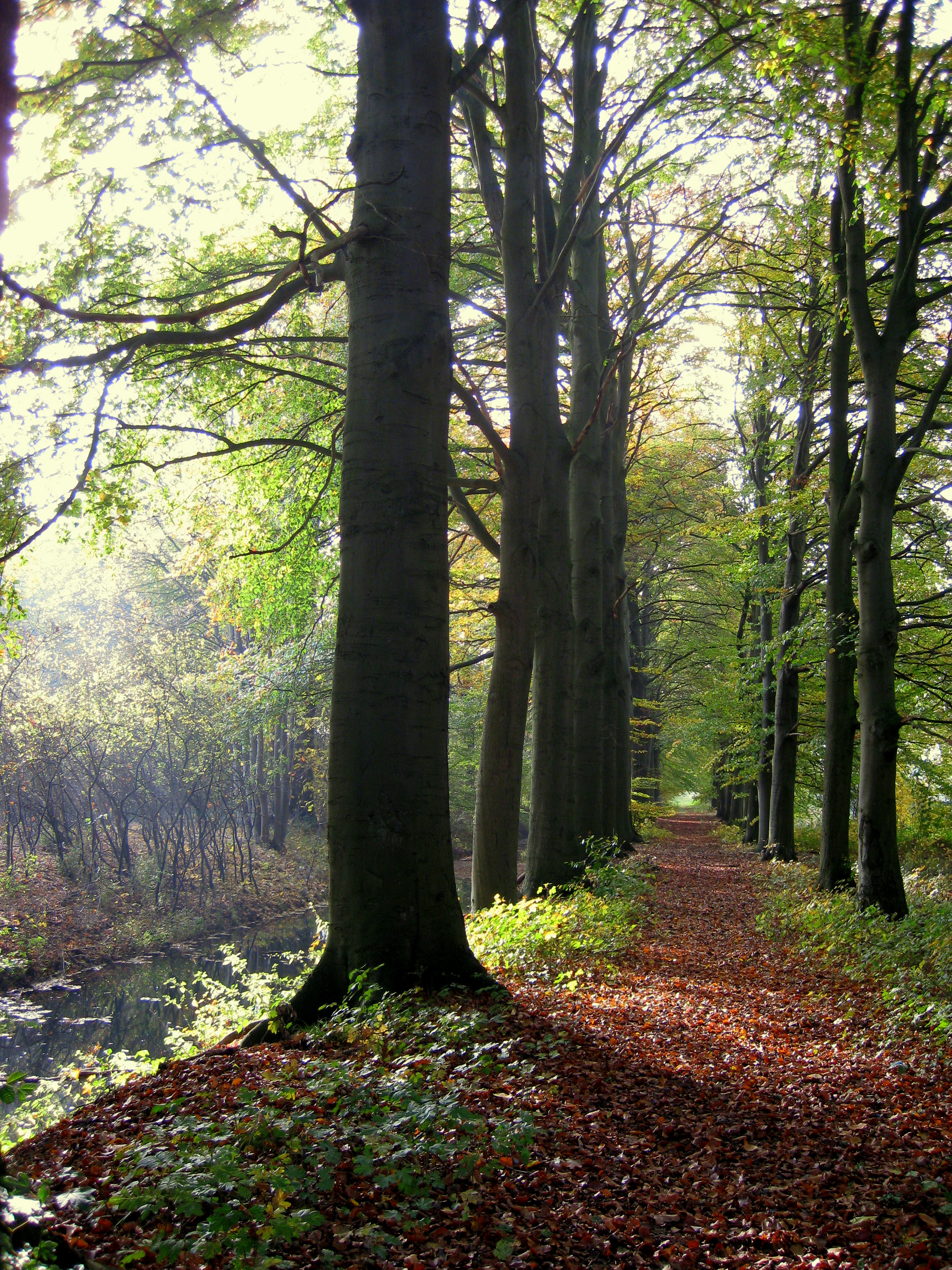
Zuidelijk deel